# El tatuador de Auschwitz
El tatuador de Auschwitz es una novela de Heather Morris publicada en 2018. Cuenta la historia de Lale Sokolov, un judío eslovaco que fue apresado en el campo de concentración de Birkenau, muy cerca del de Auschwitz en 1942. Narra cómo el protagonista vive el holocausto y cómo conoce dentro de la prisión a Gita, el amor de su vida.

## Argumento
La historia tiene lugar en el campo de concentración de Birkenau, cerca de Auschwitz. Cuando Lale llegó al campo, los nazis ordenaron cambiarle el nombre por un número: 32407, el que sería su nueva identidad. Lale comenzó a trabajar como otros muchos hombres construyendo barracones, para agrandar el campo y así poder refugiar a los nuevos presos que irían llegando.
Poco tiempo después de llegar a Auschwitz, Lale se contagió de tifus y fue tirado a una cuneta dado por muerto, pero Pepan, el hombre que le había tatuado su número de identificación, le encontró aún con vida y lo cuidó y protegió a escondidas. Pepan, decidió enseñar a Lale su oficio de tatuador y ponerle como su ayudante, ya que comprobó que estaba muy débil para poder continuar como constructor en los barracones. Le enseñó tanto su oficio, como aprender a sobrevivir ante los guardias de la SS.
En julio de 1942, cientos de niñas eslovacas, en su mayor parte judías, fueron trasladadas a Birkenau desde Auschwitz y los miembros de la SS, le piden a Lale que vaya a la zona femenina para dibujarles su número de identificación. Fue en ese momento cuando puedo conocer al amor de su vida, Gita Fuhrmannoba. De forma secreta, a través de un oficial con el que mantenía buena relación y se hacían favores mutuamente, pudo enviarse cartas con Gita y comenzar su historia de amor. En 1945, Gita dejó el campo antes de la llegada de los rusos y poco tiempo después pasó lo mismo con Lale, les trasladaban. Pero ambos pudieron escapar por separado, aunque no pararon hasta encontrarse y poder formar una vida juntos fuera de Polonia.

## Autor
Heather Morris, después de pasarse varios años escribiendo obras de teatro, publicó su primera novela, el Tatuador de Auschwitz. Cuenta la historia real de Lale Sokolov, una historia que ha sido traducida y vendida en 43 países diferentes.
Heather tardó varios años en publicar esta novela, ya que quiso proteger las posibles críticas que podían recibir los protagonistas de la historia, y es por ello que esperó a que ambos fallecieran para poder contar la historia de amor que tuvo lugar durante el holocausto pero que tuvo un final feliz.
Para poder conseguir esta estruendosa historia, Morris dedicó varios años de su vida a citarse con Lale y entrevistarlo. y así poder empaparse de la historia que este hombre había vivido, unos años después, aunque había comenzado con un boceto cinematográfico, acabó convirtiéndola en una novela.

## Crítica
En este libro se dan muchos detalles que ayudan a entender y situar al lector en el lugar de los hechos, además de intentar explicar como vivieron los protagonistas su historia.
Aunque es una novela que ha conmovido a muchas personas, el periódico El País, publicó la controversia que habían provocado una serie de tuits publicados por el Twitter del memorial de Auschwitz, que desaconsejaban leer la novela a quien quisiera conocer la verdadera historia del campo de exterminio.